# Ungureni (Botoșani)
Ungureni is een Roemeense gemeente in het district Botoșani.
Ungureni telt 7123 inwoners.